# Astragalus plebeius
Astragalus plebeius — вид квіткових рослин з родини бобових (Fabaceae). Ареал охоплює такі країни: Іран (провінція Фарс).

## Середовище
Це трав'яниста рослина, яку збирають у гірських районах. Наразі немає відомих серйозних загроз для цього виду.